# Andrena nivalis
Andrena nivalis là một loài Hymenoptera trong họ Andrenidae. Loài này được Smith mô tả khoa học năm 1853.

## Hình ảnh

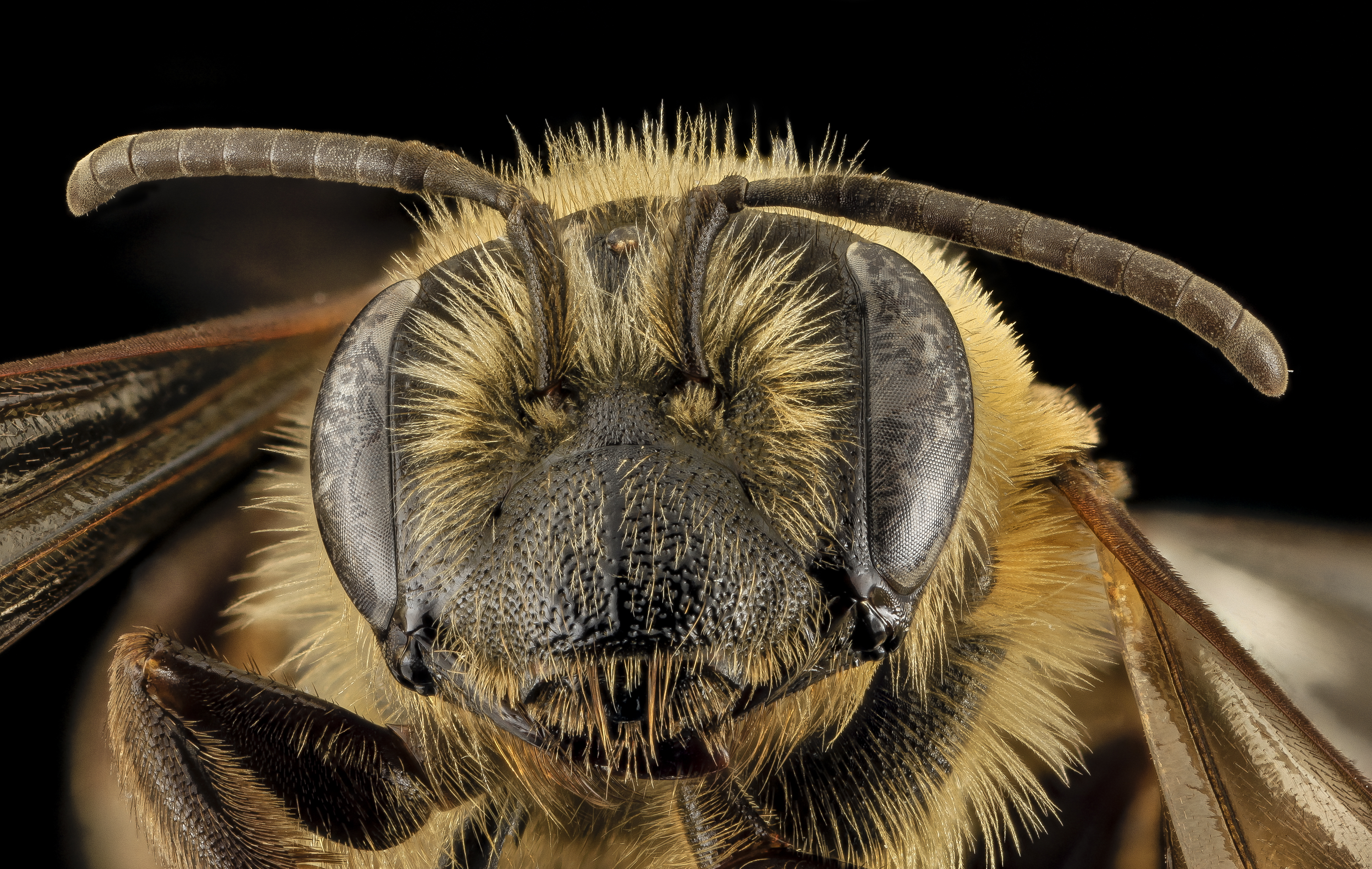